# Isoperla
Isoperla is een geslacht van steenvliegen uit de familie Perlodidae. De wetenschappelijke naam van het geslacht is voor het eerst geldig gepubliceerd in 1906 door Nathan Banks.

## Soorten
Isoperla omvat de volgende soorten:
- Isoperla acicularis (Despax, 1936)
- Isoperla acula Jewett, 1962
- Isoperla adunca Jewett, 1962
- Isoperla aizuana Kohno, 1953
- Isoperla albanica Aubert, 1964
- Isoperla altaica Šámal, 1939
- Isoperla ambigua (Despax, 1936)
- Isoperla andreinii (Festa, 1938)
- Isoperla armeniaca Zhiltzova, 1961
- Isoperla asakawae Kohno, 1941
- Isoperla asiatica Raušer, 1968
- Isoperla auberti Raušer, 1968
- Isoperla autumnalis Murányi, 2011
- Isoperla azusana Kohno, 1953
- Isoperla baumanni Szczytko & Stewart, 1984
- Isoperla belai Illies, 1963
- Isoperla bellona Banks, 1911
- Isoperla berthelemyi Sivec & Dia, 2002
- Isoperla bifurcata Szczytko & Stewart, 1979
- Isoperla bilineata (Say, 1823)
- Isoperla bipartita Aubert, 1963
- Isoperla bithynica (Kempny, 1908)
- Isoperla bosnica Aubert, 1964
- Isoperla breviptera Ikonomov, 1980
- Isoperla buresi Raušer, 1962
- Isoperla burksi Frison, 1942
- Isoperla carbonaria Aubert, 1953
- Isoperla carpathica Kis, 1971
- Isoperla chazaudina Navás, 1923
- Isoperla chius Zwick, 1978
- Isoperla citrina Murányi, 2011
- Isoperla citronella (Newport, 1851)
- Isoperla conspicua Frison, 1935
- Isoperla cotta Ricker, 1952
- Isoperla coushatta Szczytko & Stewart, 1976
- Isoperla curtata Navás, 1924
- Isoperla curvispina (Wu, 1938)
- Isoperla davisi James, 1974
- Isoperla debilis Kohno, 1953
- Isoperla decepta Frison, 1935
- Isoperla decolorata (Walker, 1852)
- Isoperla denningi Jewett, 1955
- Isoperla dicala Frison, 1942
- Isoperla difformis (Klapálek, 1909)
- Isoperla distincta Nelson, 1976
- Isoperla emarginata Harden & Mickel, 1952
- Isoperla eximia Zapekina-Dulkeit, 1975
- Isoperla extensa Claassen, 1937
- Isoperla fengi Wu & Claassen, 1934
- Isoperla flava Kis, 1963
- Isoperla flavescens Zhiltzova & Potikha, 1986
- Isoperla francesca Harper, 1971
- Isoperla frisoni Illies, 1966
- Isoperla fukushimensis Kohno, 1953
- Isoperla fulva Claassen, 1937
- Isoperla fusca Needham & Claassen, 1925
- Isoperla gibbsae Harper, 1971
- Isoperla goertzi Illies, 1952
- Isoperla grammatica (Poda, 1761)
- Isoperla gravitans (Needham & Claassen, 1925)
- Isoperla hemithales Navás, 1923
- Isoperla holochlora (Klapálek, 1923)
- Isoperla hyblaea Consiglio, 1961
- Isoperla ikariae Zwick, 1978
- Isoperla illyrica Tabacaru, 1971
- Isoperla ilvana Consiglio, 1958
- Isoperla inermis Kacanski & Zwick, 1970
- Isoperla insularis (Morton, 1930)
- Isoperla irregularis (Klapálek, 1923)
- Isoperla jamesae Grubbs & Szczytko, 2010
- Isoperla jewetti Szczytko & Stewart, 1976
- Isoperla kappa Ishizuka, 2002
- Isoperla karuk Baumann & Lee, 2009
- Isoperla katmaiensis Szczytko & Stewart, 1979
- Isoperla kir Fochetti & Vinçon, 1993
- Isoperla kozlovi Zhiltzova, 1972
- Isoperla lata Frison, 1942
- Isoperla laucki Baumann & Lee, 2009
- Isoperla lesbica Zwick, 1978
- Isoperla libanica Aubert, 1964
- Isoperla longiseta Banks, 1906
- Isoperla lugens (Klapálek, 1923)
- Isoperla lunigera (Klapálek, 1923)
- Isoperla luzoni Tierno de Figueroa, 2005
- Isoperla maculata Zhiltzova, 1977
- Isoperla major Nelson & Kondratieff, 1983
- Isoperla marlynia Needham & Claassen, 1925
- Isoperla marmorata (Needham & Claassen, 1925)
- Isoperla maxana Harden & Mickel, 1952
- Isoperla minima Illies, 1963
- Isoperla miwok Bottorff & Szczytko, 1990
- Isoperla mohri Frison, 1935
- Isoperla mongolica Zhiltzova, 1972
- Isoperla montana (Banks, 1898)
- Isoperla morenica Tierno de Figueroa & Luzón-Ortega, 2011
- Isoperla mormona Banks, 1920
- Isoperla moselyi (Despax, 1936)
- Isoperla motonis (Okamoto, 1912)
- Isoperla muir Szczytko & Stewart, 2004
- Isoperla namata Frison, 1942
- Isoperla nana (Walsh, 1862)
- Isoperla nanchana Navás, 1922
- Isoperla neimongolica Yang & Yang, 1996
- Isoperla nevada Aubert, 1952
- Isoperla nilovana Navás, 1923
- Isoperla nipponica Okamoto, 1912
- Isoperla obliqua Zwick, 1978
- Isoperla obscura (Zetterstedt, 1840)
- Isoperla oenotriae Consiglio, 1967
- Isoperla okamotonis Kohno, 1941
- Isoperla orata Frison, 1942
- Isoperla ordosi Wu, 1938
- Isoperla ornata Zhiltzova, 1988
- Isoperla orobica Ravizza, 1975
- Isoperla ouachita Stark & Stewart, 1973
- Isoperla oxylepis (Despax, 1936)
- Isoperla pallida Aubert, 1963
- Isoperla pawlowskii Wojtas, 1961
- Isoperla pesici Murányi, 2011
- Isoperla petersoni Needham & Christenson, 1927
- Isoperla peterzwicki Stark & Sivec, 2008
- Isoperla phalerata (Needham, 1917)
- Isoperla pinta Frison, 1937
- Isoperla potanini (Klapálek, 1921)
- Isoperla prokopovi Zhiltzova & Zwick, 2012
- Isoperla pseudornata Zhiltzova, 1988
- Isoperla pusilla (Klapálek, 1923)
- Isoperla quinquepunctata (Banks, 1902)
- Isoperla rainiera Jewett, 1954
- Isoperla retroloba Wu, 1938
- Isoperla rhododendri Zhiltzova, 1956
- Isoperla richardsoni Frison, 1935
- Isoperla rivulorum (Pictet, 1841)
- Isoperla roguensis Szczytko & Stewart, 1984
- Isoperla russevi Sowa, 1970
- Isoperla saccai (Festa, 1939)
- Isoperla sagittata Szczytko & Stewart, 1976
- Isoperla shibakawae Okamoto, 1912
- Isoperla signata (Banks, 1902)
- Isoperla silesica Illies, 1952
- Isoperla similis (Hagen, 1861)
- Isoperla slossonae (Banks, 1911)
- Isoperla sobria (Hagen, 1874)
- Isoperla sordida Banks, 1906
- Isoperla sowerbyi Wu & Claassen, 1934
- Isoperla submontana Raušer, 1965
- Isoperla sudetica (Kolenati, 1859)
- Isoperla suzukii Okamoto, 1912
- Isoperla szczytkoi Poulton & Stewart, 1987
- Isoperla tilasqua Szczytko & Stewart, 1979
- Isoperla towadensis Okamoto, 1912
- Isoperla transmarina (Newman, 1838)
- Isoperla tripartita Illies, 1954
- Isoperla uenoi Kawai, 1967
- Isoperla vevcianensis Ikonomov, 1980
- Isoperla viridinervis (Pictet, 1865)
- Isoperla yangi Wu, 1935
- Isoperla zwicki Tierno de Figueroa & Fochetti, 2001